# Iveco Massif
Iveco Massif – samochód terenowy klasy wyższej produkowany przez włoską markę Iveco razem z  Santana Motors w latach 2007 - 2011.

## Historia i opis modelu

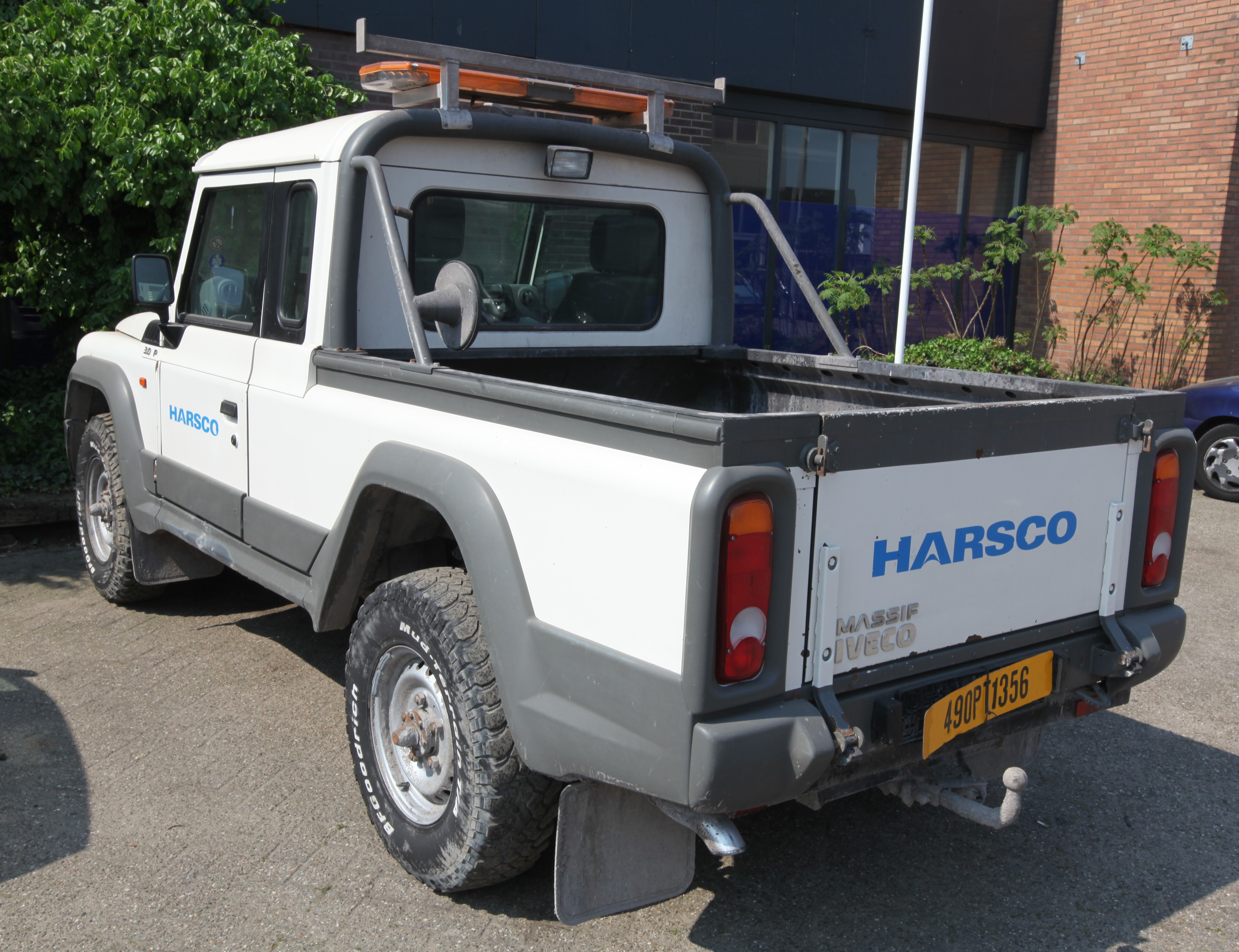
Iveco Massif pick-up

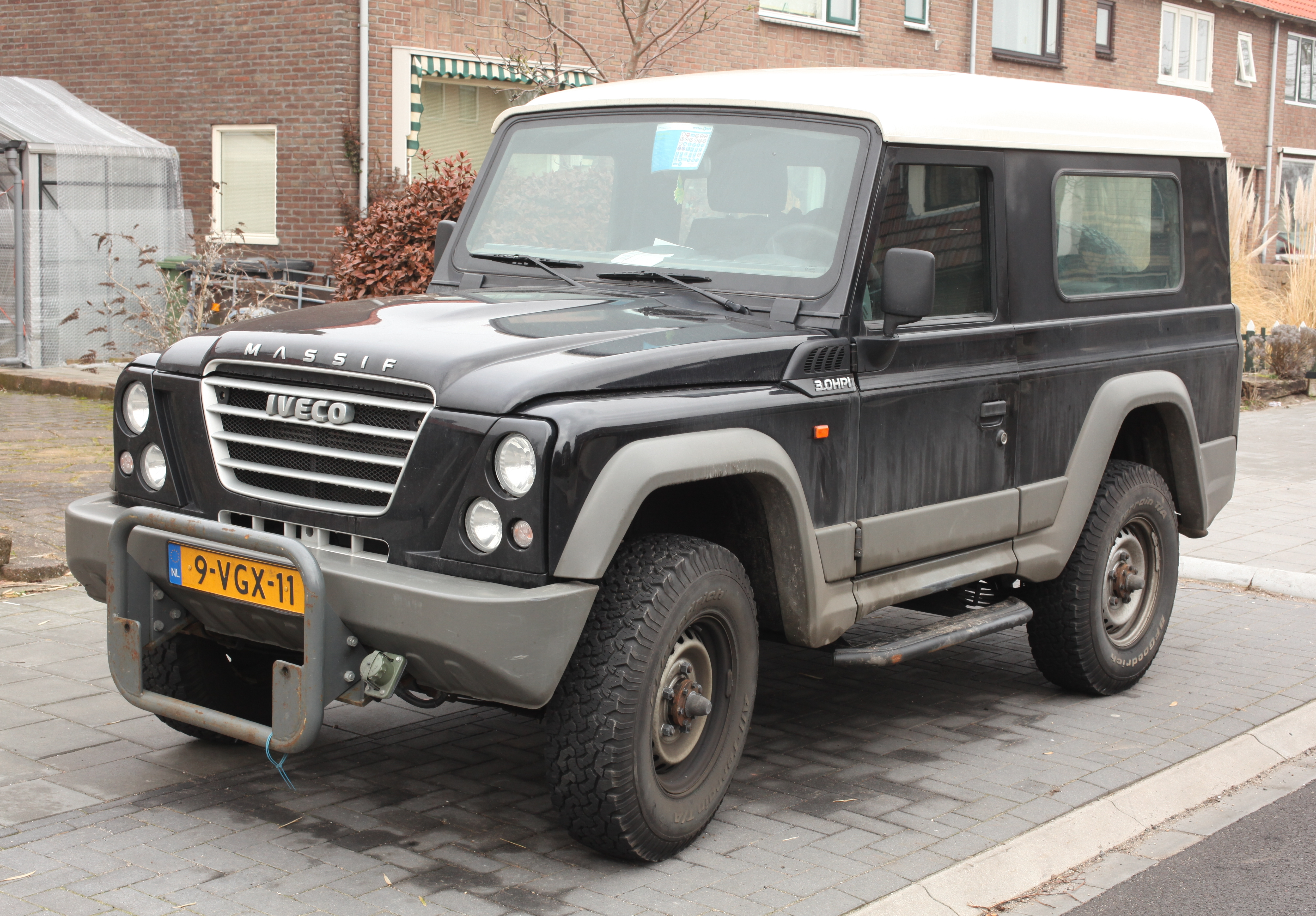
Iveco Massif w wersji trzydrzwiowej

Historia modelu Iveco Massif sięga roku 2002, kiedy to hiszpańska firma Santana Motors zaprezentowała model Anibal, który pod względem konstrukcyjnym bazował na trzeciej serii brytyjskiego modelu Land Rover Series produkowanego w latach 1971 - 1985. W 2006 roku włoska marka Iveco podpisała umowę z Santana Motors na budowę samochodu terenowego sprzedawanego pod marką Iveco. Pojazd zbudowany został w hiszpańskiej fabryce Santana Motors, a przestylizowany przez włoskiego stylistę Giorgetto Giugiaro, który zmienił m.in. pas przedni pojazdu, układ reflektorów oraz atrapę chłodnicy. Przeprojektowane zostało także wnętrze pojazdu. 
Wysokoprężny silnik pojazdu o pojemności 3 l i mocy 150 lub 176 KM standardowo napędza tylną oś pojazdu, a w razie potrzeby dołącza także przednią. Zawieszenie pojazdu oparte zostało na resorach piórowych.
W 2008 roku do produkcji wprowadzono wersję Campagnola, która wyposażona została m.in. w system ABS, klimatyzację oraz skórzaną tapicerkę. 

### Wyposażenie
Pojazd wyposażyć można było m.in. w elektryczne sterowanie szyb, radio CD/MP3 oraz system nawigacji satelitarnej zamontowany w desce rozdzielczej z ekranem dotykowym o średnicy 6,5-cala.